# Корабли измерительного комплекса проекта 1914
Корабли измерительного комплекса проекта 1914 (шифр «Зодиак», по кодификации НАТО: англ. Marshal Nedelin class) — тип кораблей измерительного комплекса (КИК) в Военно-Морском Флоте СССР. Являются самостоятельным классом кораблей, способным автономно выполнять свои задачи. Предназначаются для проведения лётно-конструкторских испытаний ракет различных классов, в том числе - на предельной дальности, сопровождения запуска пилотируемых и беспилотных объектов,  обеспечения разведывательных и поисково-спасательных операций. Корабли измерительного комплекса образованы в соответствии Постановлением ЦК КПСС и СМ СССР № 18–6 «О создании плавучего измерительного комплекса для проведения испытаний изделий типа Р‑7», в котором предписывалось создание Плавучего измерительного комплекса в составе трёх кораблей, вооружение их вертолётами и обеспечение береговой базой

## История проекта
Изначально планировалась постройка пяти кораблей, но в состав флота вошли только два — КИК «Маршал Неделин» и КИК «Маршал Крылов» (построен по изменённому проекту 1914.1). Они активно использовались как для обеспечения испытаний межконтинентальных баллистических ракет, так и для сопровождения космических объектов. КИК «Маршал Неделин» в 1998 году был выведен из состава флота и разобран на металл. КИК «Маршал Крылов» в настоящее время находится в составе Тихоокеанского флота.
Корабль измерительного комплекса проекта 1914 (шифр проекта — «Зодиак») спроектирован под руководством известного советского конструктора Дмитрия Георгиевича Соколова в ЦКБ «Балтсудопроект» и построен на Ленинградском Адмиралтейском объединении.

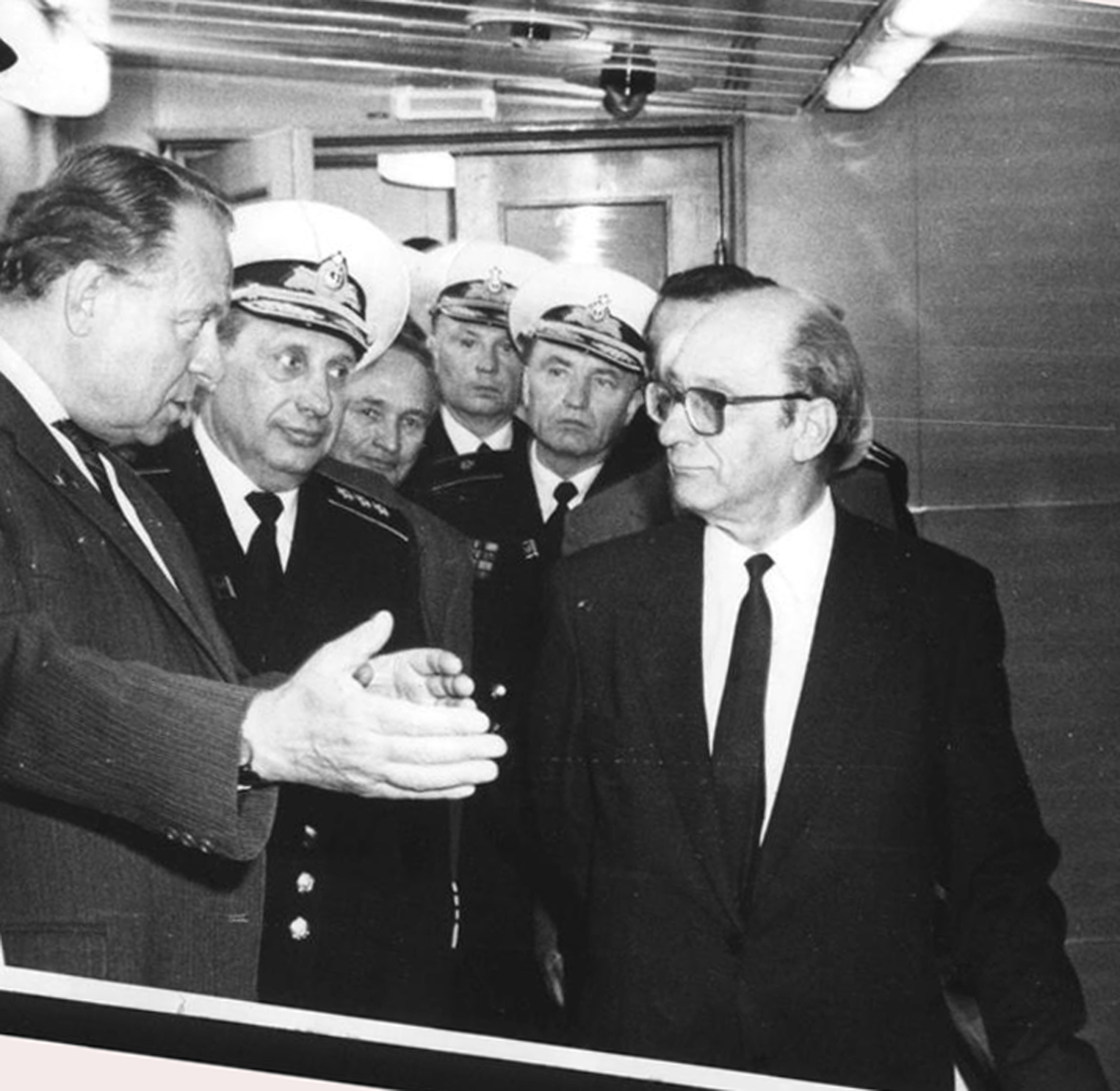
Главный конструктор Дмитрий Георгиевич Соколов на «Маршале Неделине», Слева 1-й секретарь Ленинградского обкома КПСС Л. Н. Зайков

Появление первого корабля такого класса «Маршал Неделин» было логичным продолжением развития военно-космических сил и необходимостью динамического развития ракетной и космической техники, появлением разделяющихся головных частей межконтинентальных баллистических ракет, развитием орбитальной группировки. Конструкторы и главный заказчик совершенно справедливо учли опыт двадцатилетней работы кораблей измерительного комплекса (КИК) и предусмотрели значительное расширение технологических и функциональных возможностей корабля. «Маршал Неделин» стал первым в мире кораблём измерительного комплекса (по классификации НАТО — Missile Range Instrumentation Ship), построенный по специальному проекту и первый отечественный КИК, заказанный не Ракетными войсками стратегического назначения (РВСН), а Главным управлением космических средств (ГУКОС).

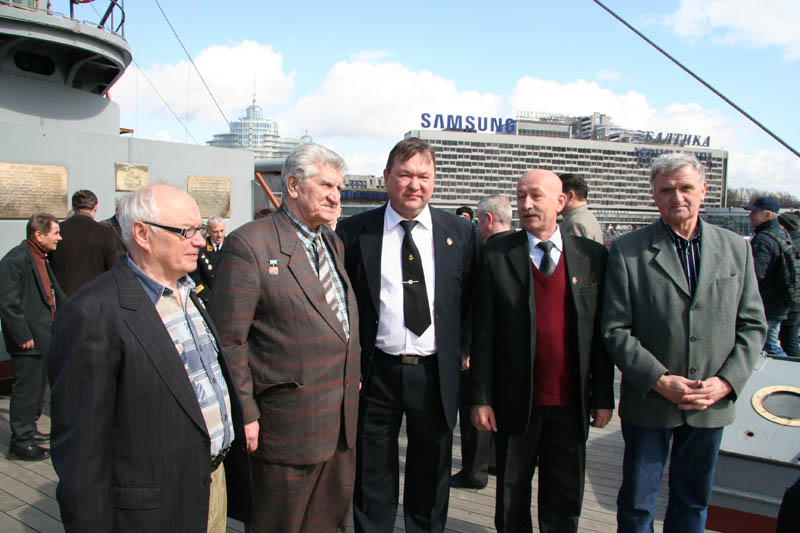
Встреча участников строительства корабля «Маршал Неделин» в 2010 году на крейсере «Аврора». Слева: заместитель главного конструктора «Балтсудопроекта» Рязанцев Ю. И., военпред ЛАО Павленко О. М., командир корабля Шардин В. Е., председатель ветеранской организации Курочкин А. М., главный строитель Таланов В. А.

Многие технические возможности поиска и спасения космонавтов пр. 1914 были разработаны в уникальном варианте, поисково-спасательные функции корабля в целом значительно переработаны. Специальная система подъёма спускаемого аппарата на борт на кораблях была установлена впервые. Именно эта система (Бортовое подъёмное устройство) позволила участвовать КИК «Маршал Неделин» в операции спасения 6 июня 1985 года ДОС «Салют», а «Маршалу Крылову» 22 ноября 1992 года исполнить ключевую роль в космической миссии «Европа-Америка-500». В формуляре корабля изначально было записано «Большой поисково-измерительный корабль». На закладной доске написано — Измерительно-поисковый корабль. Эта классификация не прижилась, но точно определила назначение корабля. Корабль получил развитые средства разведки.
Самое активное участие в постройке корабля принимал лётчик-космонавт Герман Степанович Титов. В начале 1975 года генерал-майора авиации Г. С. Титова назначили председателем Госкомиссии по приёмке эскизного проекта 1914 «Зодиак». Он курировал проект от ГУКОС и был его фактическим идеологом.
Первые две секции корпуса проекта 1914 были заложены на Балтийском заводе в соответствии с Постановлением ЦК КПСС и Совета Министров СССР № 577—195 от 16 июля 1974 года и приказом МО СССР № 00493 от 19 августа 1974 года. В связи с напряжённым планом строительства на Балтийском заводе Постановлением ЦК КПСС и Совета Министров СССР № 744—244 от 24 августа 1977 года и приказом МО СССР № 00489 от 13 сентября 1977 года передан для строительства на Ленинградское Адмиралтейское Объединение и заложен 19 ноября 1977 года. Главный строитель — Валентин Алексеевич Таланов. Председатель государственной комиссии — вице-адмирал Евгений Иванович Волобуев. 30 октября 1981 года корабль спущен на воду.
7 июля 1982 года начались швартовые испытания корабля. Командиром корабля назначен капитан 3-го ранга О. Н. Моисеенко. В июле 1984 года командира сменил капитан 2-го ранга В. Ф. Волков.
Второй корабль этой серии получил номер проекта 1914.1 и название «Маршал Крылов». Командиром назначен капитан 2-го ранга Ю. М. Пирняк.

## Основные характеристики проекта
К концу 70-х годов в СССР был накоплен огромный опыт организации орбитальных полётов, баллистических расчётов и применения плавучих измерительных комплексов. Кроме того, в проекте 1914 воплощены решения, которые вытекали и из опыта эксплуатации подобных изделий в США. Корабль был способен выполнять значительный объём работ абсолютно автономно в любой точке мирового океана. Увеличенное в сравнении с прежними кораблями измерительного комплекса до 24 300 т водоизмещение позволяло использовать корабль в неограниченной океанской зоне с автономностью до 120 суток в составе экипажа 396 человек. Дизель-гидрозубчатый агрегат ДГЗА-6У обеспечивал скорость хода до 22 узлов на двух валах. Непотопляемость создавалась 14 отсеками. Геометрические параметры: длина	211,2 м, ширина 27,7 м, высота борта в носу 19,8 м, в корме — 15,2 м, на миделе 15 м, высота рангоута 60 м, средняя осадка 8 м.
Новый проект был разработан с целью расширить круг решаемых ВМФ, РВСН, ГУКОС задач, в Министерстве обороны появилась действительная необходимость существования межвидового корабля. К существующим задачам Плавучего измерительного комплекса добавилась задача обследования районов приводнения космических аппаратов и головных частей для их поиска и эвакуации или уничтожения. И, что очень важно, существенно расширились возможности кораблей ВМФ по проведению морских поисково-спасательных работ. Новое развитие получили разведывательные возможности кораблей. Соединение ВМФ получило первый двухвинтовой корабль такого назначения. Современные средства измерений и наблюдения позволяли выполнять дополнительные и разнообразные задачи. Имелась РЛС «Топаз» (на «Маршале Крылове» — «Фрегат»), НРЛС «Волга», два комплекта НРЛС «Вайгач». Кроме того, корабль был оборудован штатными гидроакустическими средствами: гидроакустическим комплексом МГК-335 «Платина», опускаемой ГАС МГ-349 «Уж» и двумя комплектами станций обнаружения подводных пловцов МГ-7 «Браслет».

## Особенности проекта
Несомненной особенностью проекта является побортное расположение изолированных кабельных коридоров, что позволило избежать многочисленных кабельных вводов-выводов и повысило живучесть корабля.
В декабре 1984 года КИК «Маршал Неделин» провёл штормовые испытания, на которых настаивал институт им. Крылова. По громкоговорящей связи обратился председатель государственной комиссии вице-адмирал Е. И. Волобуев: «Строителей корабля приглашаю на ГКП — посмотреть, как ведут себя конструкции корабля во время качки». Испытания закончились успешно. «Балтсудопроект» получил высокую оценку и показал, что способен без серьёзных ограничений выполнять измерения при волнении моря до 7 баллов включительно.
Относительно существенным недостатком корабля пр. 1914 была только повышенная вибрация от главных машин, особенно в районе миделя. Многие офицеры уходили ночевать на боевые посты, так как заснуть на полном или среднем ходу было тяжело. После государственных испытаний переборки дополнительно укрепили, они стали шуметь меньше, но вибрация осталась. Строители пр. 1914.1 учли это и, по отзывам экипажа, на «Маршале Крылове» шум меньше.

## Общекорабельное описание

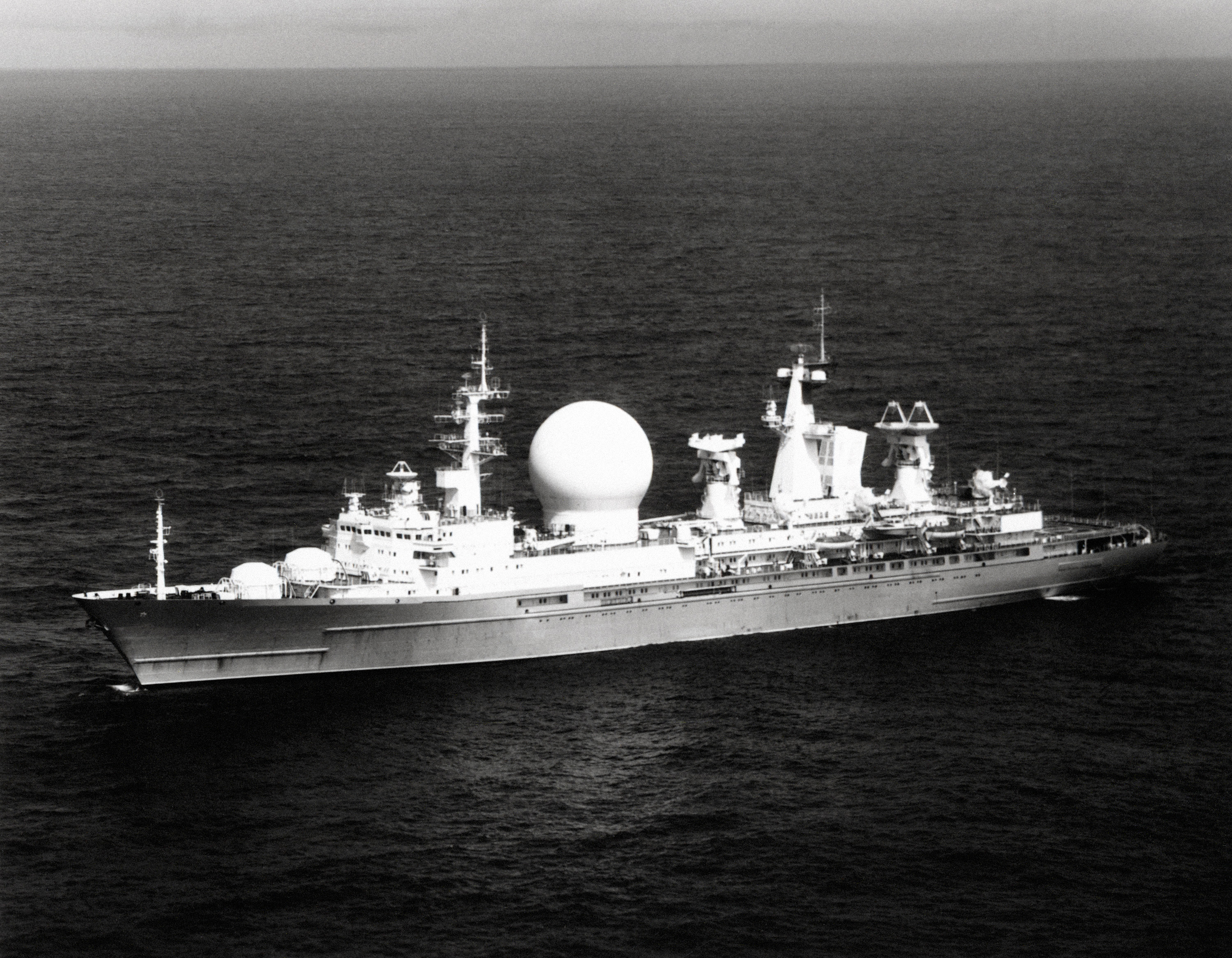
Маршал Неделин в 1989 году

Корпус корабля имеет противоледовый пояс по классу Л1 и этот пояс был прекрасно испытан при возвращении с ходовых испытаний в декабре 1983 года. Холодная зима сформировала довольно толстый лёд в Финском заливе и позволило «Маршалу Неделину» при возвращении в Ленинград не использовать ледоколы. Председатель госкомиссии вице-адмирал Е. И. Волобуев дал возможность строителям испытать корпус в реальном льду.
Корабль оснащён тремя мачтами: фок, грот и бизань. Фок-мачта имеет небольшие размеры и служит для несения огней и отдельных антенных устройств. Грот- и бизань-мачты имеют внутренние помещения для боевых постов связи и измерений. Имелось два бассейна для купания экипажа: один на верхней палубе (палуба надстройки третьего яруса), а другой — в спортзале. После одного из ремонтов корабля на «Дальзаводе» появился ещё один бассейн — в медицинском блоке. Корпус состоял из 281 шпангоута со шпацией 600—800 мм, 14 отсеков.
Помимо двух основных винтов регулируемого шага диаметром 4 900 мм «Маршал Неделин» имел две выдвижных движительно-рулевых колонки (ВДРК-500, диаметр винта 1 500 мм) и два подруливающих устройства ПУ-500А (диаметр винта 1 500 мм). Причём, при помощи ВДРК корабль мог двигаться со скоростью до 6 узлов. В носу корабля располагался бульб с резонатором гидроакустической станции. Изначально корабль имел три якоря весом по 11 т: левый, правый и кормовой. Но во время испытания якорного устройства случилось происшествие: был повреждён якорем бульб и конструкторы приняли решение сместить клюз левого якоря в нос. «Маршал Крылов» изначально не имел носового якоря левого борта.
Плавсредства представлены четырьмя закрытыми спасательными шлюпками, специальным катером для буксировки спускаемого аппарата (на «Маршале Крылове» отсутствует), командирским и рабочим катером. Кроме того, имелось два шестивёсельных яла.

### Авиационное вооружение
Корабли измерительного комплекса исторически стояли на передовых рубежах использования морской авиации. Пр. 1914 имел два вертолёта Ка-27 (с телеметрическим оборудованием) с возможностью их хранения и обслуживания в раздельных ангарах, которые были оборудованы по всем требованиям безопасности и удобства применения вертолётов. Все операции с вертолётами были полностью автоматизированы, а над вертолётной палубой размещался запасной командный пункт, где находился руководитель полётов. Впервые на КИКах появился автоматизированный навигационно-посадочный комплекс для вертолётов «Привод-В».

### Навигационное оборудование
Корабль хорошо оснащён современными навигационными средствами. Пр. 1914 оборудован системой спутниковой навигации, причём на «Маршале Неделине» это было сделано впервые для надводных кораблей СССР. При переходе в 1984 году на Камчатку были проведены широтные испытания прецизионного гирокорректора системы «Скандий», разработанной научно-исследовательским навигационно-гидрографическим институтом в Ленинграде. Эти испытания выявили дополнительную широтную зависимость в модели дрейфа электростатических гироскопов, неучёт которой приводил к так называемой широтной погрешности в вырабатываемых координатах местоположения).
Навигацию обеспечивала РЛС «Волга» и «Вайгач».

### Средства связи
Корабль оснащался всеми средствами связи, позволяющими использовать его во всех широтах и на всех театра самостоятельно.
| Комплексы и аппаратура связи                    | Количество комплектов по проекту |
| ----------------------------------------------- | -------------------------------- |
| Комплексы космической связи                     |                                  |
| «Тайфун-2» «Шторм» «Аврора-М» Р-790 «Цунами»    |                                  |
| Приёмники                                       |                                  |
| Р-680                                           | 16                               |
| Р-682                                           | 2                                |
| Р-683                                           | 2                                |
| Р-697                                           | 1                                |
| Передатчики                                     |                                  |
| Р-631                                           | 11                               |
| Р-632                                           | 1                                |
| Р-633                                           | 1                                |
| Приёмо-передатчики                              |                                  |
| Р-625                                           | 10                               |
| Р-626                                           | 1                                |
| Р-674                                           | 1                                |
| Р-622                                           | 2                                |
| «Рейд»                                          | 1                                |
| Р-105М                                          | 1                                |
| «Причал»                                        | 1                                |
| Р-855                                           | 1                                |
| Засекречивающая аппаратура связи                |                                  |
| Т-222, Т-206, Т-612, Т-230, Т-800, Т-601, Т-600 |                                  |

### Ракетно-артиллерийское вооружение
Корабль имел штатное ракетно-артиллерийское вооружение: на баке стояли две установки ТКБ-12 с боекомплектом в 120 осветительных снарядов «Свет». Кроме того, конструкторы предусмотрели возможность установки шести 30 мм артиллерийских установок АК-630М — 4 в корме и 2 в носу с двумя РЛС управления огнём «Вымпел-А».

## Измерительные комплексы и специальное вооружение

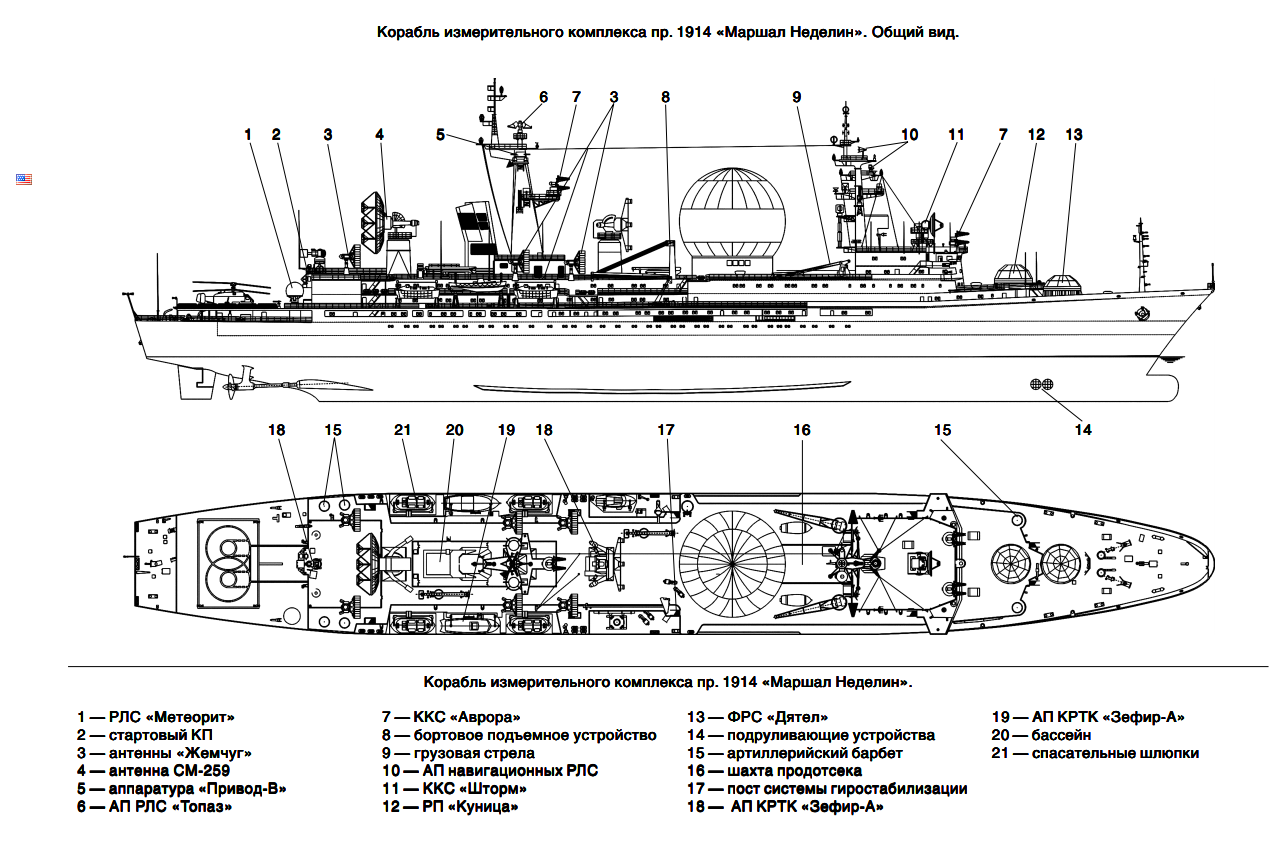
Корабль измерительного комплекса «Маршал Неделин»

Проект имеет следующий набор измерительных средств:
- «Шторм» — двухсторонний спутниковый комплекс связи;
- «Аврора» — аппаратура космической связи для обеспечения телефонной связи с ЦУП и космонавтами на орбите;
- «Зефир-Т» — телеметрический комплекс для работы с антеннами и объектами. Комплекс представляет собой коммутируемое изделие для выполнения различных телеметрических измерений в разнообразной комбинации;
- «Зефир-А» — комплекс траекторных измерения и вычислений;
- «Дятел» — станция фоторегистрации;
- «Куница» — пеленгатор-радиометр измерений в плазменном слое;
- Система радиозондирования «Метеорит».

Абсолютно уникальным является БПУ — бортовое подъёмное устройство для эвакуации спускаемого аппарата. Практическую проверку в штормовых условиях оно очень успешно прошло в 1992 году «Маршалом Крыловым» при работе по программе «Европа-Америка-500» во время визита в Сиэтл для подъёма спускаемого аппарата «Ресурс-500», запущенного с космодрома Плесецк. В штатные средства пр. 1914 входил также автомобиль ЗИЛ-131, закреплённый на палубе надстройки 1 яруса левого борта.
Измерение параметров орбиты, приборов космических аппаратов и ракетных систем производится в неустойчивой океанской среде, поэтому в конструкции корабля имеется система измерения деформации корпуса «Радиан» и три поста системы гиростабилизации «Альфа». Каналы измерения «Радиана» расположены вдоль бортов и поперёк корпуса, что позволяло измерять продольную и поперечную деформацию и изгиб корпуса. В виде поправок эти параметры привязаны к координатному центру корабля, так называемой, центральной контрольной точке и от неё ведётся весь координатный расчёт для антенных систем.

## Бытовые и санитарные условия
В надстройке первого яруса, в его носовой части располагается комплекс помещений «Медицинского блока». В его составе операционная, рентген-кабинет, стоматологический кабинет, процедурная, две каюты космонавтов. Это позволяет практически полностью обеспечить необходимое медицинское обслуживание экипажа в океане.
Оборудован клуб с балконом и сценой, спортзал с бассейном и душевыми, баня личного состава, библиотека, музей, ленинская каюта, канцелярия, парикмахерская, судовая лавка, столовая и две кают-компании. В дальнейшем одно из помещений надстройки 1 яруса было переоборудовано в зал тяжёлой атлетики. Слегка отличается набором этих помещений пр. 1914.1 — у него рядом с кают-компанией офицеров размещается бильярдная. На «Маршале Неделине» бильярдный стол установлен в салоне кают-компании офицеров.
Экипаж располагал хорошими бытовыми условиями. Спальные места: для 104 офицеров, 86 мичманов и 252 матросов и старшин срочной службы. Матросы и старшины размещались в 4-местных каютах с отдельным умывальником и шкафами для личных вещей. В каютах установлен стол и диван. Мичманы размещены в двухместных каютах с умывальником, младшие офицеры — в двухместных каютах с душем, а командиры боевых частей — в одноместных каютах надстройки 2-го яруса. Командование корабля располагалось в блок-каютах: помещение со спальней, туалетом и кабинетом для совещаний. Кроме того, у командира корабля был свой салон, куда он мог пригласить гостей корабля в торжественных случаях.

## Основные запасы
| Дизельное топливо   | 5 290 т |
| Масло М16ДР         | 70 т    |
| Масло М20Г2         | 110 т   |
| Авиационное топливо | 105 т   |

| Питьевая вода  | 430 т |
| Мытьевая вода  | 650 т |
| Котельная вода | 50 т  |

Два дизель-гидрозубчатых агрегата (ДГЗА) состояли каждый из двух дизелей 68Е производства завода «Русский дизель» общей мощностью 30 000 л. с. Два вспомогательных котла КАВВ-10/1 с производительностью 10 т/ч. Энергией корабль снабжался от восьми дизель-генераторов 6Д40 суммарной мощностью 12 000 кВт трёхфазного переменного тока и напряжением 380 В. При движении экономическим ходом под двумя дизелями расход топлива составлял около 60 т/сут, масла — около 1 т. Корабль оснащён центральной системой кондиционирования воздуха (26 установок «Пассат»), рефрижераторными и опреснительными установками (пять опреснительных установок общей производительностью 70 т/сут).
Предполагалось круглосуточное снабжение экипажа мытьевой водой, но жизнь сразу же внесла свои коррективы: вода бытовым потребителям давалась строго по расписанию. Пожалуй, это единственное бытовое неудобство для экипажа. На экономичном ходу корабль мог пройти на своих запасах более 40 000 миль. Причём, корабль был достаточно манёвренным — диаметр циркуляции составлял от 3 до 4,5 кабельтов.

## Представители
Всего для замены старых проектов 1128 и 1130 планировалось пять кораблей, затем их количество снизилось до трёх. Достроены были два.
| Название         | Проект         | Верфь-строитель                          | Заводской номер | Дата закладки       | Дата спуска на воду  | Дата вступления в состав флота | Дата вывода из состава флота | Использование                  |
| ---------------- | -------------- | ---------------------------------------- | --------------- | ------------------- | -------------------- | ------------------------------ | ---------------------------- | ------------------------------ |
| «Маршал Неделин» | 1914           | Ленинградское Адмиралтейское объединение | № 02514         | 19 ноября 1977 года | 30 октября 1981 года | 20 августа 1984 года           | 30 мая 1998 года             | Продан на металлом             |
| «Маршал Крылов»  | 1914.1 (19141) | Ленинградское Адмиралтейское объединение | № 02515         | 24 июля 1982 года   | 24 июля 1987 года    | 23 февраля 1990 года           | В строю                      | В составе Тихоокеанского флота |

## Основные боевые работы

### КИК «Маршал Неделин»
| Боевая работа, событие                                     | Дата, период           |
| ---------------------------------------------------------- | ---------------------- |
| Кинофоторазведка Военно-морской базы США Диего-Гарсия      | 1 июля 1984 года       |
| Централизованная связь ПКА «Союз Т-13»                     | 8 июня 1985 года       |
| Запуск изделия 12С18 «Сирена-3»                            | 10 октября 1985 года   |
| Запуск изделия 12Ф18 «Метеор-3»                            | 24 октября 1985 года   |
| Централизованная связь ПКА «Союз Т-15»                     | 15 марта 1986 года     |
| Централизованная связь ПКА «Союз Т-15»                     | 23—27 июня 1986 года   |
| Работы по полной программе по изделию 15Ж61 1С «Скальпель» | 12 августа 1986 года   |
| Связь ПКА 7КСТ 54 «Союз ТМ-4»                              | 21 декабря 1987 года   |
| Пуск изделия 15А18М «Воевода»                              | 9 февраля 1988 года    |
| Пуск изделия 15А18М «Воевода»                              | 18 марта 1988 года     |
| Пуск изделия 15А18М «Воевода»                              | 20 апреля 1988 года    |
| Централизованная связь ТКК «Союз ТМ-5»                     | 7—8 июня 1988 года     |
| Централизованная связь ТКК «Союз ТМ-5»                     | 9 июня 1988 года       |
| Централизованная связь ТКК «Союз ТМ-5»                     | 18 июня 1988 года      |
| Пуск изделия 15Ж60 «Скальпель»                             | 25 июня 1988 года      |
| Централизованная связь ДОС «Мир»                           | 20 июня 1988 года      |
| Пуск ЦКК «Энергия» с ОКМИ «Буран»                          | 15 ноября 1988 года    |
| Централизованная связь ПКА «Союз ТМ-7»                     | 28 ноября 1988 года    |
| Связь ПКА «Союз ТМ7» ДОС «Мир»                             | 9 декабря 1988 года    |
| Пуск изделия 11К68 «Циклон-3»                              | 23 декабря 1988 года   |
| Пуск изделия 15А18М «Воевода»                              | 11 апреля 1989 года    |
| Пуск изделия 15А18М «Воевода»                              | 12 августа 1989 года   |
| Централизованная связь ПКА «Союз ТМ-8»                     | 6—8 сентября 1989 года |
| Пуск изделия 3М37 «Скиф»                                   | 19 октября 1989 года   |
| Пуск изделия 3М37. «Скиф»                                  | 26 октября 1989 года   |
| Пуск изделия 15Ж10                                         | 2 ноября 1989 года     |
| Централизованная связь КА «Союз ТМ-4»                      | 11 февраля 1990 года   |
| Централизованная связь КА «Союз ТМ4»                       | 21 февраля 1990 года   |
| Централизованная связь КА «Прогресс М-03М»                 | 3 марта 1990 года      |
| Пуск изделия 4Г76 МТ-02                                    | 19 апреля 1990 года    |
| Пуск изделия Р-29Д. ПЛ                                     | 19 июня 1990 года      |
| Пуск изделия 3Г48КМТ                                       | 28 июня 1990 года      |
| Централизованная связь КА «Союз ТМ-10»                     | 2 ноября 1990 года     |

### КИК «Маршал Крылов»
| Боевая работа, событие                                                    | Дата, период                   |
| ------------------------------------------------------------------------- | ------------------------------ |
| Ходовые испытания                                                         | 26 января-19 марта 1989 года   |
| Работа «Эталон-2» ДОС «Мир»                                               | 27 апреля 1990 года            |
| Переход на Камчатку                                                       | 18 мая — 9 июля 1990 года      |
| Работа «Эталон-2» ДОС «Мир»                                               | 20 июня 1990 года              |
| Работа «Эталон-2» ДОС «Мир»                                               | 30 июня 1990 года              |
| Ракетные стрельбы                                                         | 28 ноября 1990 года            |
| Централизованная связь ДОС «Мир»                                          | 25—26 июня 1991 года           |
| Ракетные стрельбы                                                         | 15 августа 1991 года           |
| Ракетные стрельбы                                                         | 18 декабря 1991 года           |
| Ракетные стрельбы                                                         | 21 сентября 1992 года          |
| Пуск КА «Ресурс-500», контроль его приводнения, подъём и доставка в Сиэтл | 9 ноября — 9 декабря 1992 года |
| Пуск по программе «Медуза»                                                | 12 ноября 1993 года            |
| Ракетные стрельбы                                                         | 23 мая 1996 года               |
| Ракетные стрельбы                                                         | 28 — 29 июня 1996 года         |
| Пуск изделия «Протон-Иридиум»                                             | 18 июня 1996 года              |
| Ракетные стрельбы                                                         | 16 июля 1997 года              |
| Ракетные стрельбы                                                         | 22 июля 1997 года              |
| Пуск изделия «Протон-Иридиум»                                             | 14 июля 1997 года              |
| Пуск изделия «Протон-Иридиум»                                             | 7 апреля 1998 года             |
| Ракетные стрельбы                                                         | 7 июля 1998 года               |
| Пуск «Бриз-М» с КА «Радуга»                                               | 7 мая 1999 года                |
| Пуск «Бриз-М» с КА «Радуга»                                               | 5 июля 1999 года               |
| Ракетные стрельбы                                                         | 30 июля 1999 года              |
| Ракетные стрельбы                                                         | 14 сентября 2001 года          |
| Ракетные стрельбы                                                         | 18 сентября 2001 года          |
| Ракетные стрельбы                                                         | 11 октября 2001 года           |
| Ракетные стрельбы                                                         | 12 октября 2002 года           |
| Ракетные стрельбы                                                         | 31 августа 2003 года           |
| Ракетные стрельбы                                                         | 2 сентября 2003 года           |
| Пуск РТ-2ПМ2 «Тополь-М»                                                   | 20 апреля 2004 года            |
| Ракетные стрельбы                                                         | 2 ноября 2004 года             |
| Пуск изделия 3М30 Р-30 «Булава»                                           | 27 августа 2011 года           |

В период с 2011 по 2014 год, затем в 2019 году корабль неоднократно участвовал в ракетных стрельбах Военно-морского флота, в учениях.

## Модернизации

### «Маршал Неделин»
«Маршал Неделин» не успел пройти модернизацию. Но после одного из ремонтов в «Дальзаводе» на нём был установлен дополнительный бассейн в медицинском блоке.

### «Маршал Крылов»
«Маршал Крылов» в отличие от первого корпуса проходил неоднократные модернизации. Последняя по времени связана с планами сделать его кораблём управления и с увеличением задач по обеспечению космодрома «Восточный». В июле 2019 года корабль перекрашен в шаровый цвет.
Серьёзным изменение является установка автономного радиолокационного комплекса 14Б134. Опорно-поворотное устройство СМ-830 включает в себя силовой следящим привод с возможностью наведения и работы антенного и передающего устройства в условиях качки корабля, обеспечения всех видов штатных и вспомогательных работ, проводимых РЛК 14Б134. В процессе эксплуатации радиолокационного комплекса 14Б134 обеспечена защита ОПУ и обслуживающего персонала от воздействия радиоэлектронных систем и других корабельных излучающих средств. Масса ОПУ — 65 т..
Корабль получил новую станцию спутниковой связи для приёма и передачи телеметрии при космических запусках, усовершенствовали отдельные системы измерительного комплекса, установили новый кормовой антенный комплекс. Отремонтированы главные двигатели, обновлено штурманское и радиотехническое оборудование, значительно обновлено камбузное оборудование, улучшены бытовые условия для экипажа.
Таким образом, «Маршал Крылов» получил современные системы слежения за пусками ракет военного и космического назначения. Планируется использовать для контроля российскими специалистами выполнения со стороны США договора СНВ-3. Установкой специальной аппаратуры на судно руководит научно-производственная корпорация «Системы прецизионного приборостроения» (НПК СПП), специализирующаяся на создании оптических, электронных и радиосистем для обнаружения пусков ракет-носителей космического назначения и ракетного вооружения, получения характеристик во время их полёта в атмосфере. Завершён монтаж контрольно-измерительной аппаратуры: системы радиотелеметрии, радиолокации и оптического локатора. Головная организация изготавливает оптическую систему. Компания «Радиофизика» отвечает за радиолокационную и телеметрическую системы. В результате модернизации корабль может работать во всех океанах, осуществляя контроль пусков баллистических и космических ракет из любого района мира. Аппаратура позволяет фиксировать время пуска, определять тип ракеты, осуществлять траекторно-дальномерные измерения. Возможность получения информации о пусках межконтинентальных баллистических ракет или баллистических ракет подводных лодок предусмотрена договором между Российской Федерацией и США о мерах по дальнейшему сокращению и ограничению стратегических наступательных вооружений (СНВ-3).
Таким образом, круг задач корабля расширяется. Он должен выполнять работы в акватории пуска ракеты и определять, с какими параметрами он проведён. 
Помимо сопровождения иностранных ракетных пусков, судно планируется задействовать в качестве плавучего измерительного пункта для обеспечения запусков космических аппаратов и кораблей с космодрома Восточный, трасса выведения с которого проходит над Тихим океаном. Также оно может использоваться в районах отсутствия российских наземных пунктов управления, например в Индийском, Тихом и Атлантическом океанах, для обеспечения связи и ведения траекторных наблюдений за ракетно-космической техникой. Модернизация корабля потребовалась с целью доведения радиотехнических систем «вскрытия» зашифрованных данных, передаваемых с ракет наземным службам, до современных параметров.